# Janez Pukšič
Janez Pukšič (né en 1945) est un photographe slovène. Il est spécialisé dans la photographie culinaire mais réalise aussi des portraits.

## Ouvrages
- Arte e Sienza di Servizio (2004)
- Handicrafts of Slovenia (2005)
- Kuhinja Slovenije (2006)
- Cubo Deserts (2008)
- Farben und Aromen der Market